# Немешани
Немешани, або Нємешани (словац. Nemešany) — село в Словаччині, Левоцькому окрузі Пряшівського краю. Розташоване на півночі східної Словаччини на межі Левоцьких гір та Горнадської улоговини в долині потока Капустниця (словац. Kapustnica).
Уперше згадується у 1570 році.
У селі є римо-католицький костел з 1878 року в стилі неокласицизму. В частині села Залужани (словац. Zálužany) є ранньоготичний костел з другої половини 13 століття та «панський двір» з 13—15 століття.

## Географія
Протікає Клчовський потік.

## Населення
| Рік:            | 1994. | 2004.   | 2014.    | 2024.    |
| --------------- | ----- | ------- | -------- | -------- |
| Кількість осіб: | 330   | 354     | 413      | 504      |
| Різниця:        |       | +7,27 % | +16,66 % | +22,03 % |

| Рік:            | 2023. | 2024.   |
| --------------- | ----- | ------- |
| Кількість осіб: | 476   | 504     |
| Різниця:        |       | +5,88 % |

У селі проживає 390 осіб.
Національний склад населення (за даними останнього перепису населення — 2001 року):
- словаки — 99,44 %,
- українці — 0,56 %.

Склад населення за приналежністю до релігії станом на 2001 рік:
- римо-католики — 98,03 %,
- греко-католики — 1,69 %,
- протестанти — 0,28 %.